# 裴佳云
裴佳云（1971年6月20日—），湖北罗田人，中国女子赛艇运动员。她曾代表中国参加世界赛艇锦标赛，获得一枚金牌。她也曾参加1992年夏季奥林匹克运动会。